# Pagedal

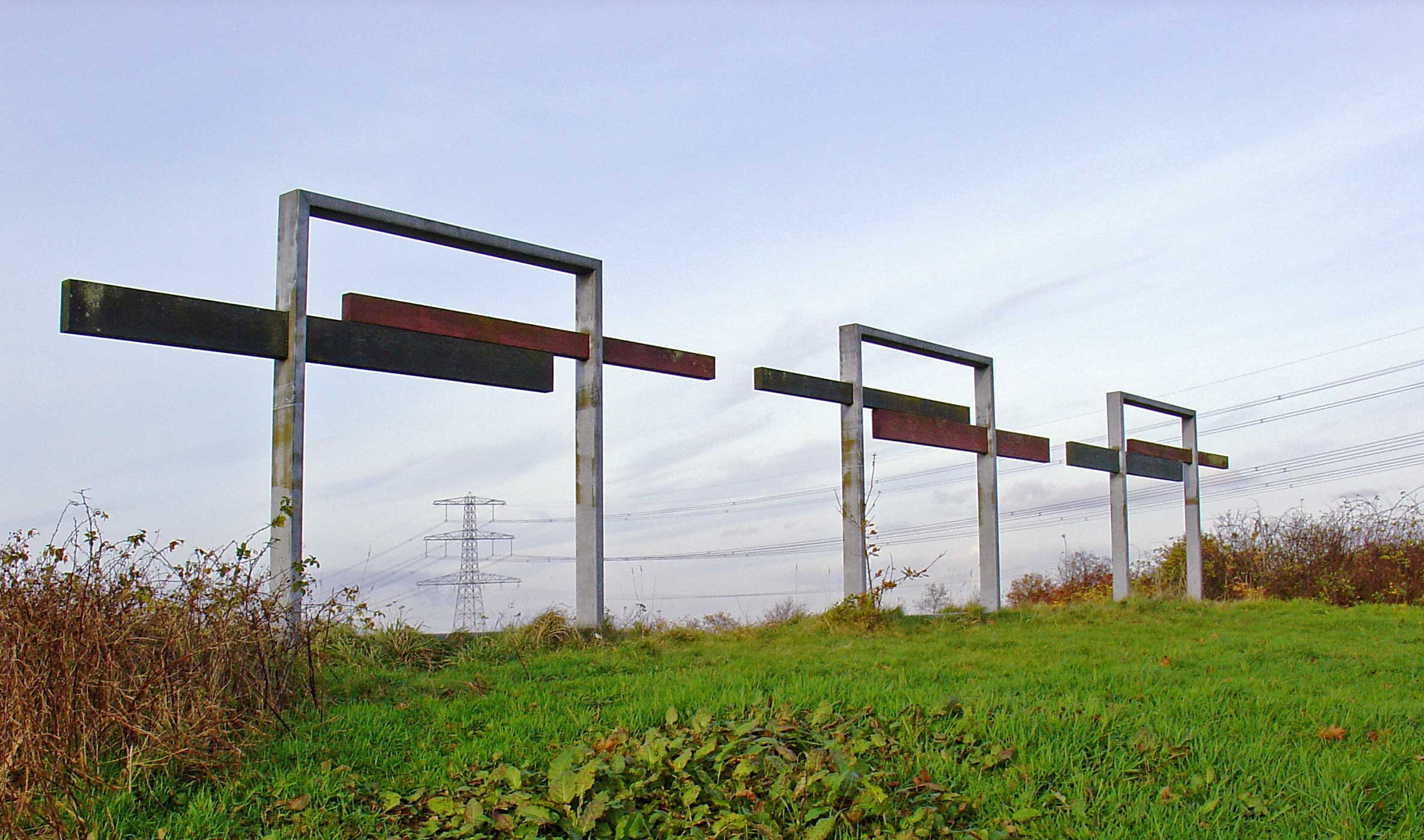
De Poggelinie een kunstwerk van Christine Chiffrun in het Pagedal

Het Pagedal is een recreatiegebied in de Oost-Groningse gemeente Stadskanaal. Het Pagedal is tevens de naam van het recreatiecentrum dat in het gebied is gelegen. Het recreatieterrein werd in 1973 geopend.

## Het recreatiegebied
Het Pagedal ligt aan de noordoostzijde van de plaats Stadskanaal. Het recreatiegebied bestaat uit bos, weilanden en een recreatievijver met een strandje. De naam is ontleend aan het Pòggedal (Pògge = kikker), het dal van het Pagediep, een beekje van Stadskanaal naar Onstwedde. Het Pagedal sluit via de Rode Loper (een brug over het A.G. Wildervanckkanaal en de parallel daaraan gelegen N366) aan op het Vledderbos. Onderdeel van het Pagedal is ook een kruiden- en heemtuin. Het Pagedal is aangelegd in de tweede helft van de 20e eeuw als een recreatievoorziening voor de bewoners van de nieuwe wijken van Stadskanaal. Door de uitbreiding van de bevolking, mede veroorzaakt door de komst van Philips, ontstonden nieuwe woonwijken en nam de behoefte aan recreatieve voorzieningen toe.
In het Pagedal staat een kunstwerk van de beeldend kunstenaar Christine Chiffrun, de Poggelinie (zie afbeelding), dat verwijst naar de betekenis van de naam Pagedal. Het werk wijst in de richting van de loop van het Pagediep van Stadskanaal naar Onstwedde.

## Het recreatiecentrum
In het Pagedal bevindt zich het gelijknamige sport- en recreatiecentrum het Pagedal, eerder het Pagecentrum genoemd. Het complex omvat een bungalowpark en een sportcentrum met zwembad, tennis- en squashbanen. Het centrum werd in 1994 officieel geopend door prins Willem Alexander. Het centrum kwam al snel in de financiële problemen en ging in 1996 voor de eerste keer failliet. Na een tweede faillissement kwam het park in het bezit van Euroase Parcs. In februari 2004 werd Stichting PCC eigenaar van het centrum, met als grootste klant de Christelijke Gemeente Nederland.